# Tarcísio de Roma
Tarcísio foi um jovem cristão de Roma que viveu entre os anos de 245 e 257. O pouco que se sabe sobre ele vem da epígrafe em seu túmulo, escrita pelo Papa Dâmaso I, que  reinou no século seguinte ao que ele viveu. Ele é considerado o padroeiro dos coroinhas, acólitos, cerimoniários e ministros da eucaristia.

## História
Tarcísio pertencia à comunidade cristã de Roma, era acólito.
No decorrer da terrível perseguição do imperador Valeriano, muitos cristãos estavam sendo presos e condenados à morte. 
Nas tristes prisões à espera do martírio, os cristãos desejavam ardentemente poder fortalecer-se com Cristo Eucarístico. O difícil era conseguir entrar nas cadeias para levar a comunhão. Nas vésperas de numerosas execuções de mártires, o Papa Sisto II não sabia como levar o Pão dos Fortes à cadeia. Foi então que o acólito Tarcísio, com cerca de 12 anos de idade, ofereceu-se dizendo estar pronto para esta piedosa tarefa. Relativamente ao perigo, Tarcísio afirmava que se sentia forte, disposto antes morrer que entregar as Sagradas Hóstias aos pagãos. Comovido com esta coragem, o papa entregou numa caixinha de prata as Hóstias que deviam servir como conforto aos próximos mártires. Mas, passando Tarcísio pela via Ápia, uns rapazes notaram seu estranho comportamento e começaram a indagar o que trazia, já suspeitando de algum segredo dos cristãos. Ele, porém, negou-se a responder, negou terminantemente. Bateram nele e o apedrejaram. Depois de morto, revistaram-lhe o corpo, nada achando com referência ao Sacramento de Cristo. Seu corpo foi recolhido por um soldado, ocultamente cristão, que o levou às catacumbas, onde recebeu honorifica sepultura.
Ainda se conservam nas catacumbas de São Calisto inscrições e restos arqueológicos que atestavam a veneração que Tarcísio granjeou na Igreja Romana. Tarcísio foi declarado padroeiro dos coroinhas e acólitos, que servem ao altar.

## Veneração

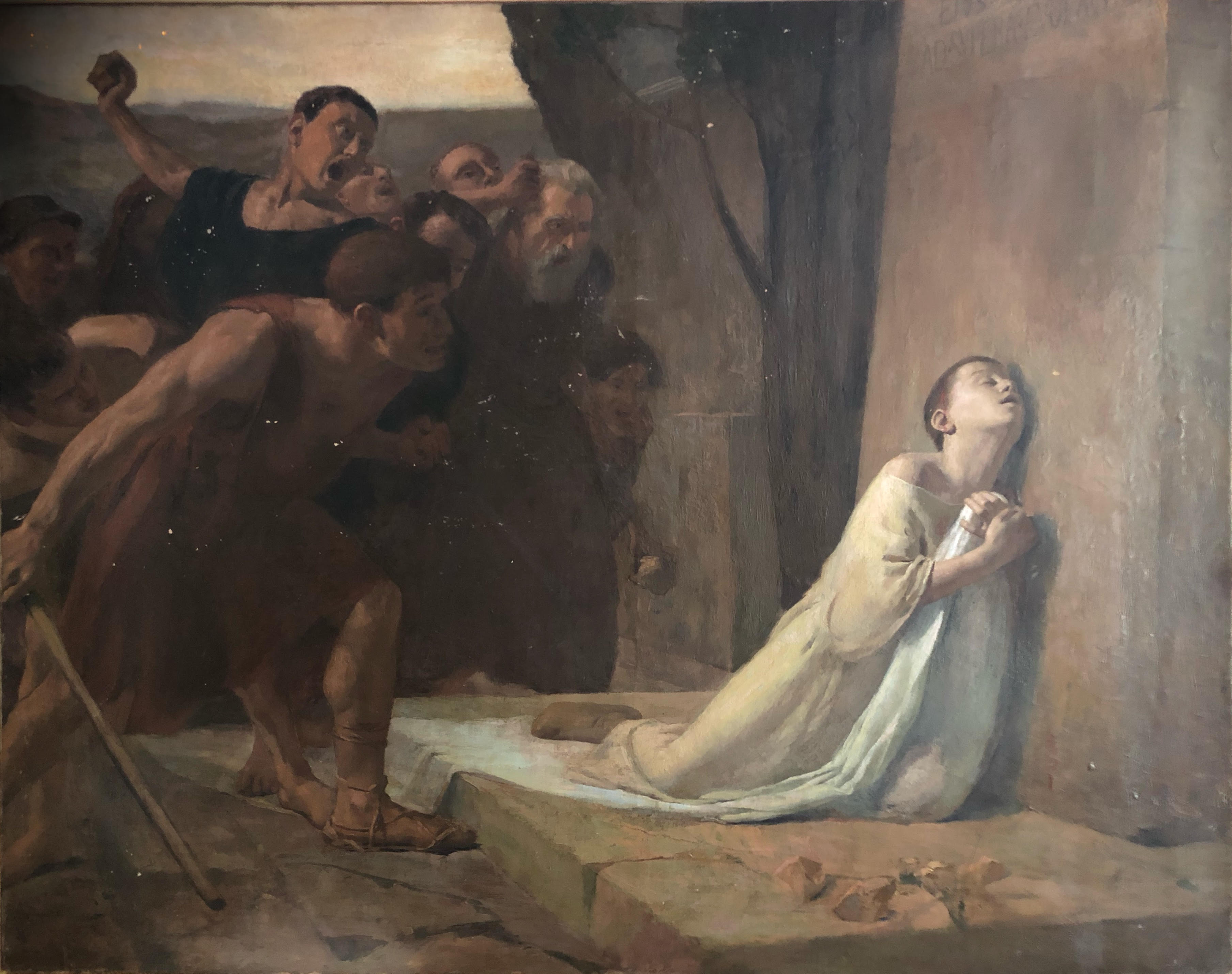
O martírio de São Tarcísio por de Achille-Eugène Godefroy, c. 1908, coleção particular

São Tarcísio é o patrono dos coroinhas, Acólitos e Ministros Extraordinários da Sagrada Comunhão Eucarística (MESCE, no singular e plural). É também padroeiro dos operários que sofrem perseguições devido a suas crenças religiosas.
Sua festa é celebrada no dia 15 de agosto de cada ano. Como esta data é reservada pelo calendário hagiológico à solenidade da Assunção de Maria, São Tarcísio não é mencionado neste calendário, apenas no Martirológio Romano.

## Representação na literatura e no cinema
Sua história foi documentada em dois livros: 
- Perseguidores e Mártires, de Tito Casini
- e Fabíola (ou A Igreja das Catacumbas), escrito em 1854 pelo Cardeal Nicholas Wiseman.

A história de Fabíola foi levado as telas do cinema em 1949 num filme francês dirigido por Alessandro Blasetti.
A história de São Tarcísio foi filmada no Brasil pelo Pe. Antônio S. Bogaz em 2010 no filme "Pão Divino - a Vida de São Tarcísio". Este filme está disponível em DVD e foi produzido pela TV Século XXI da Associação do Senhor Jesus a cargo do Pe. Eduardo Dougherty.